# María Rafols Bruna
María Rafols Bruna (Vilafranca del Penedès, 5 novembre 1791 – Saragozza, 30 agosto 1853) è stata una religiosa spagnola, fondatrice (insieme al sacerdote Juan Bonal) della congregazione delle Suore della carità di Sant'Anna.
È stata beatificata da papa Giovanni Paolo II nel 1994.
La sua memoria liturgica è il 30 agosto.